# Billy Gibbons
William Frederick Gibbons, detto Billy (Houston, 16 dicembre 1949), è un cantante e chitarrista statunitense.
È noto principalmente come chitarrista, voce solista e autore nel gruppo ZZ Top; caratteristica è la sua lunga barba che, così come quella del bassista Dusty Hill, è divenuta un marchio di fabbrica della band. Con 50 milioni di album venduti (di cui 25 milioni negli Stati Uniti), 8 successi nella Top 40 delle classifiche statunitensi, 6 prime posizioni nella Mainstream Rock Songs e 3 MTV Video Music Awards conquistati, il 15 marzo 2004 è stato inserito, insieme agli ZZ Top, nella Rock and Roll Hall of Fame.
Come attore ha sempre ricoperto il ruolo di musicista, prendendo parte a diverse produzioni tra cui alcuni episodi del telefilm Bones in cui interpreta sé stesso ma nella finzione è anche il padre di Angela Montenegro.

## Discografia

### Album in studio
- Perfectamundo (2015)
- The Big Bad Blues (2018)
- Hardware (2021)

## Strumentazione
- Gretsch Jupiter Thunderbird
- Gibson Les Paul
- Gibson Les Paul Billy Gibbons Signature
- Gibson SG
- Fender Telecaster
- Fender Stratocaster
- Dean Z
- Fender Esquire
- Gibson Moderne
- Gibson Explorer foderata di lana di pecora (1, 2)
- Helliver Trapezoid